# Heliophanus tribulosus
Heliophanus tribulosus là một loài nhện trong họ Salticidae.
Loài này thuộc chi Heliophanus. Heliophanus tribulosus được Eugène Simon miêu tả năm 1868.

## Hình ảnh

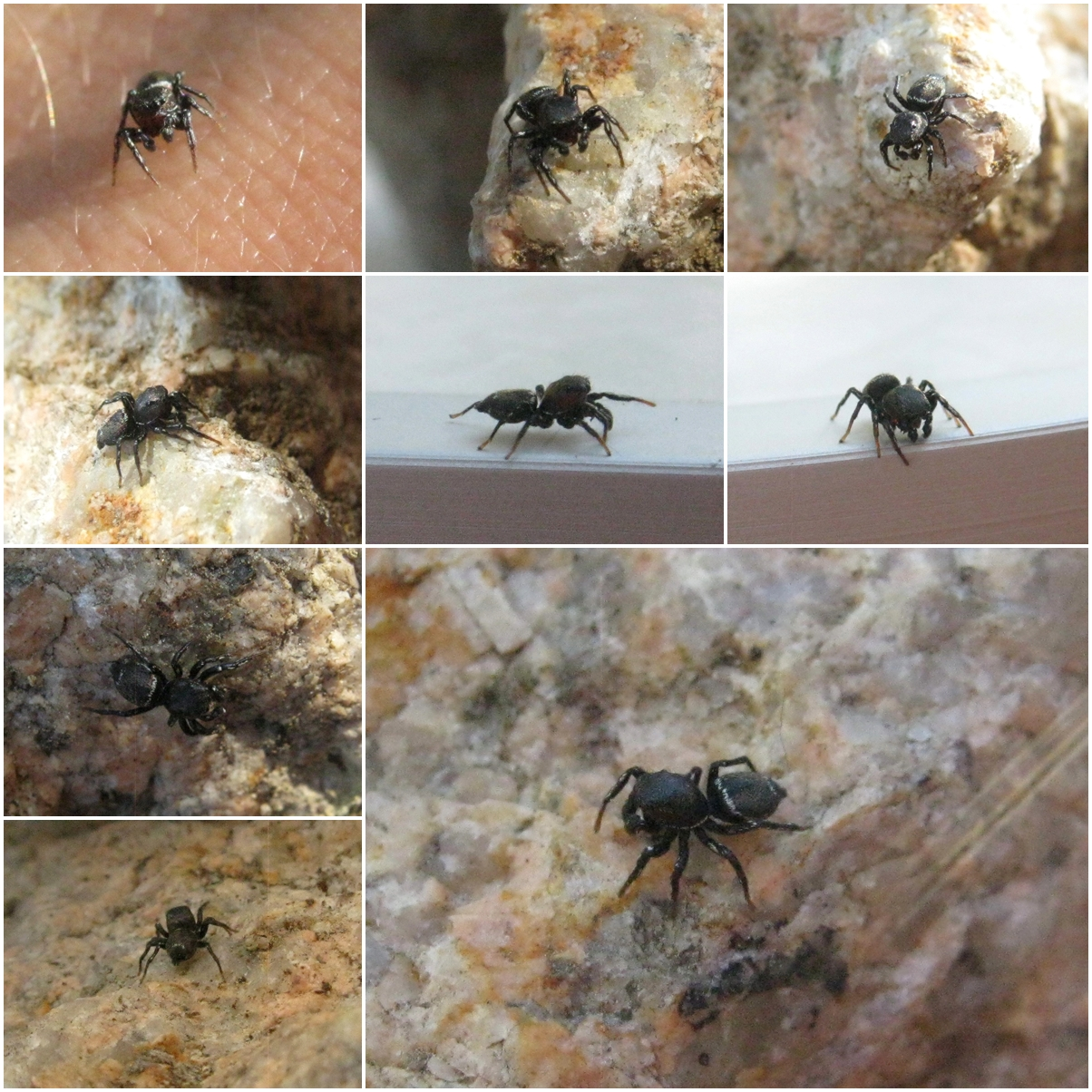
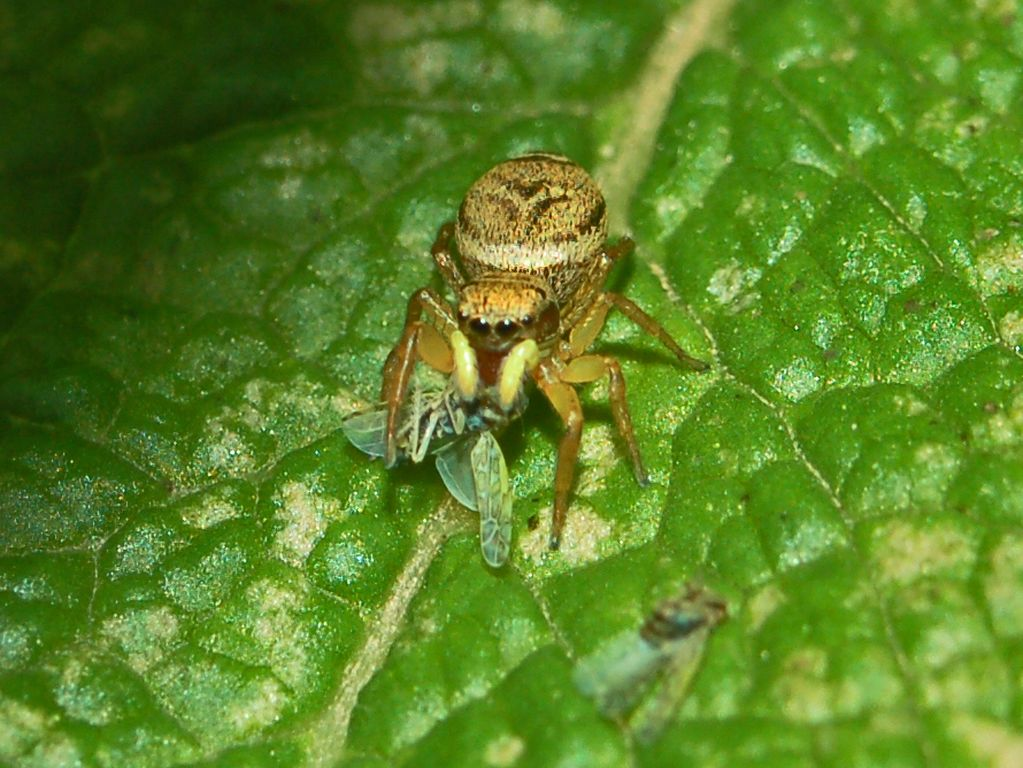
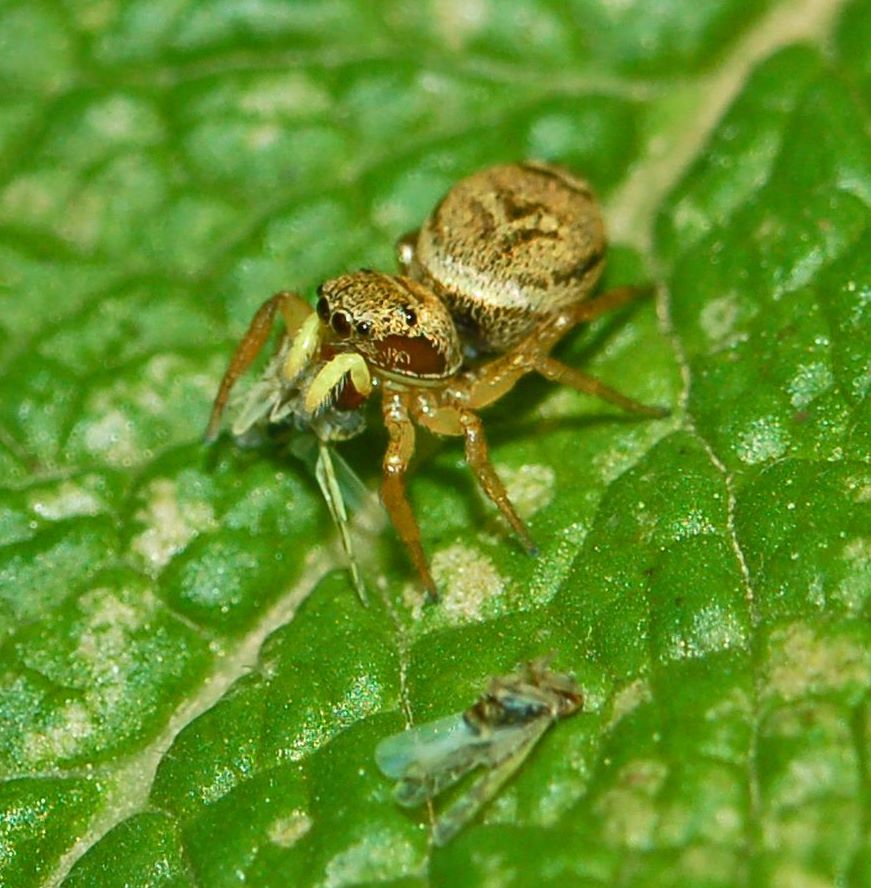